# Stanisław Jagielski (1823–1884)
Stanisław Jagielski (ur. 8 maja 1823 w Krośnie , zm. 6 stycznia 1884 w Poznaniu) – oficer, dowódca batalionu II w powstaniu styczniowym w 1863 r.
Miał brata Ludwika i Anastazego. Walczył w 1863 r. w oddziałach m.in. Dionizego Czachowskiego i jako dowódca batalionu II korpusie Haukego. Brał udział w bitwie z Rosjanami pod Hutą Szczeceńską (Szczecno, Ujny, Chmielnik) w dniu 9 grudnia 1863 r. Po powstaniu emigrował do Francji, do Nancy, i pracował jako aptekarz. Powrócił do Poznania jako aptekarz. 
Pochowany na Cmentarzu Zasłużonych Wielkopolan (dawniej Starofarny) na Wzgórzu św. Wojciecha w Poznaniu.